# Daniel Pearl
Daniel Pearl (Princeton, 10 de outubro de 1963 – Karachi, 1 de fevereiro de 2002) foi um jornalista estadunidense que foi sequestrado e morto por terroristas da Al-Qaeda em Karachi, no Paquistão.
Daniel Pearl era jornalista e repórter do jornal The Wall Street Journal. Em agosto de 1999, casou-se com Mariane Pearl. O casal viveu por um tempo em Mumbai, na Índia, onde Daniel trabalhava como chefe do departamento da Ásia do Sul para o The Wall Street Journal.
O filho de Daniel, Adam Daniel, de quem Mariane Pearl estava grávida à época da viagem, nasceu em Paris, três meses após a morte de seu pai. Anos após sua morte, Mariane também escreveu um livro que conta todos os detalhes da morte de seu marido, cujo título é Coração Poderoso.

## Morte
Em 2002, Pearl foi para o Paquistão como parte de uma investigação sobre as supostas ligações entre Richard Reid (o "sapato-bomba") e a organização terrorista Al-Qaeda. No país, foi raptado por um grupo de terroristas na cidade de Karachi, quando estava a trabalho junto a sua esposa Mariane Pearl, que estava grávida. O rapto durou cinco semanas e terminou quando Pearl foi decapitado e esquartejado em dez partes. Um vídeo foi gravado e, inclusive, na época, ficou disponível na internet.
O rapto envolveu muitos integrantes, e o trabalho foi bastante dividido. Inicialmente a polícia não sabia quem era o líder do grupo, mas por uma falha do primo do principal suspeito, que enviou um e-mail de sua própria casa em vez de utilizar um cibercafé, este foi descoberto pouco tempo depois pela polícia paquistanesa.
A luta para encontrar Daniel Pearl foi árdua. Quanto mais próximo chegavam, maiores obstáculos surgiam. Por fim foi divulgado o vídeo e descartada qualquer dúvida.
Anos depois, em março de 2007, o terrorista Khalid Sheikh Mohammed, prisioneiro sob custódia, na base militar norte-americana de Guantánamo, admitiu ter decapitado pessoalmente Daniel Pearl.